# Stabblandet

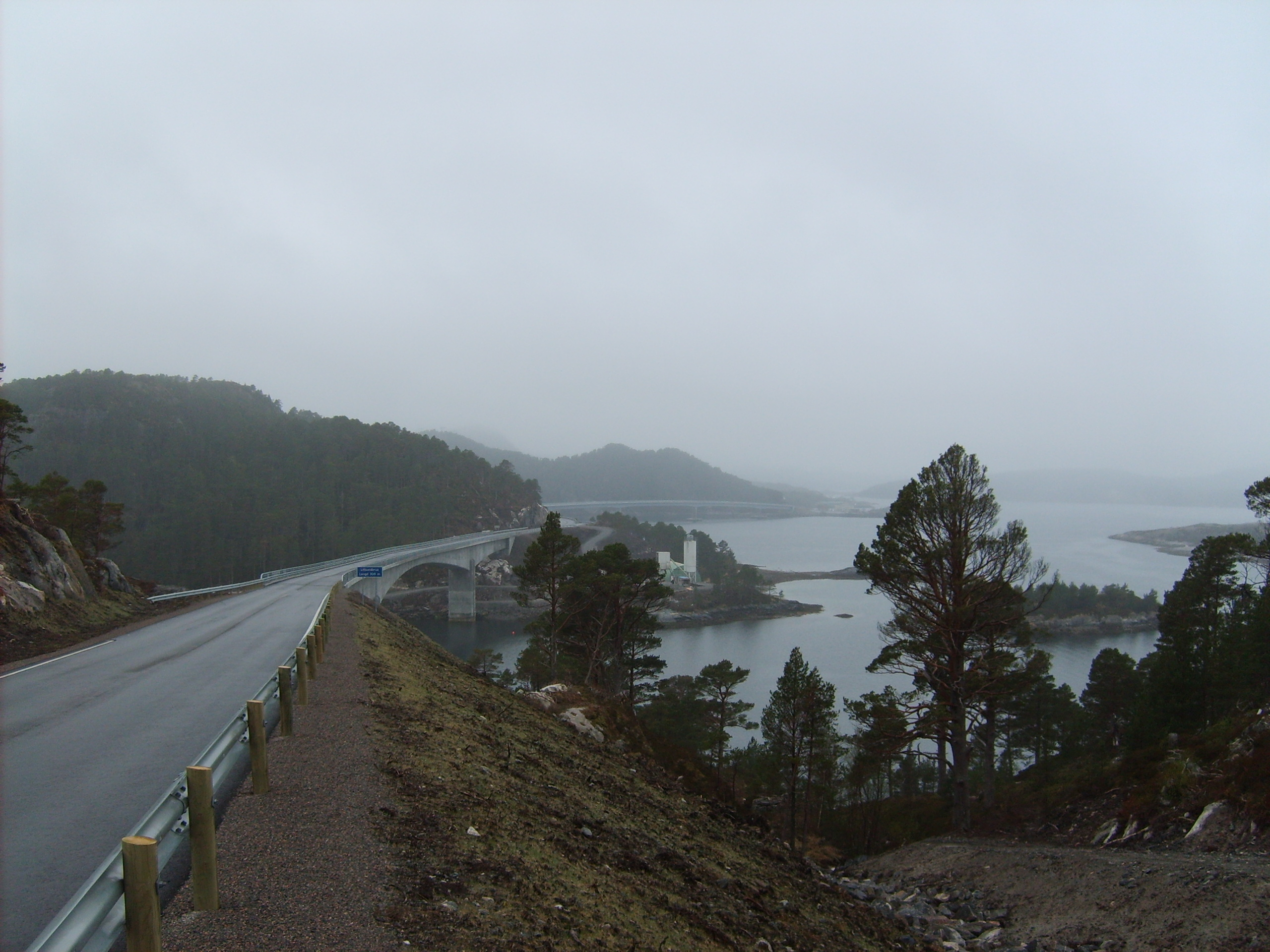
Imarsundsbron förbinder Stabblandet och Tustna med fastlandet.

Stabblandet är en ö i Aure kommun i den nordligaste delen av Møre og Romsdal fylke i Norge.

## Topografi
Stabblandet ligger mellan öarna Tustna i väst och Ertvågsön i öst. Strax norr om Stabblandet ligger ön Solskjel och i söder gränsar Stabblandet till Vinjefjorden och Halsa kommun på fastlandet. Det finns två bergskedjor på Stabblandet, den kompakta Innerbergssalen/Stabben längs västsidan av ön och bergen Storøra och Litløra som fortsätter i en mindre bergsrygg längs östsidan av ön. Mellan dessa ligger dalen Soleimsdalen.

## Bosättning
Huvuddelen av befolkningen på Stabblandet bor på den relativt platta nordänden av ön, på gårdarna Soleim och Nygarden och i gränden Nordheim längs nordostkanten.

## Vägnät
Det finns broförbindelse mellan Tustna och Stabblandet och färjor från Aukans färjenamn på nordöständen av Stabblandet till Vinsternes på Ertvågsön, Edøya i Smøla kommun och Forsnes på Hitra.
Från och med januari 2007 har Stabblandet fast vägförbindelse till Ertvågsön i samband med att Imarsundprojektet blev färdigställt.